# Ciplet
Ciplet (en wallon : Céplet) est une partie de la commune belge de Braives (province de Liège) entourée par les villages de Moxhe, Avin, Ville-en-Hesbaye, Avennes et Burdinne.

## Démographie
- Sources:INS, Rem:1831 jusqu'en 1970=recensements, 1976= nombre d'habitants au 31 décembre